# Rudolph Wulff
Peter Wilhelm Rudolph Wulff (5. juli 1838 i Rønne – 31. marts 1896 i Aarhus) var en dansk købmand og konsul.
Rudolph Wulffs forældre var købmand Theodor Emil Wulff og Cathinca Marie Henriette født Berg. Efter at have gået i latinskolen i Rønne kom han i handelslære, først i Rønne og senere i Stubbekøbing. Derefter uddannede han sig videre i udlandet og var i flere år ansat hos Henrik Pontoppidan i Hamborg, hvorefter han havde plads i West Hartlepool. 1865 etablerede han sig i Aarhus sammen med købmand Bech, men fra 1867 arbejdede han alene. 1870 oprettedes i Aarhus under navnet "Adler, Wulff & Meyer" et handelshus, hvis indehavere var firmaet D.B. Adler & Co. i København og H. Meyer og Wulff i Aarhus. Denne forretning omdannedes 1874 til en bank, Jydsk Handels- og Landbrugsbank, i hvis direktion Wulff havde sæde til 1876. Fra dette år indtil sin død førte han købmandsforretning under navnet Rudolph Wulff. Med stor energi og dygtighed bragte han denne forretning op til at blive en af de betydeligste i Jylland. Som medindehaver af firmaet Adler, Wulff & Meyer havde han deltaget i stiftelsen af "Aarhus Palmekjærnefabrik" (Aarhus Oliefabrik), og i 1889 oprettede han sammen med de københavnske firmaer Thøger From og Jørgen Jensen Det Danske Petroleums Aktieselskab. Wulff var engelsk vicekonsul og var fra 1893 til sin død medlem af Aarhus Byråd og af havneudvalget. I begyndelsen af 1890'erne var han formand for Handelsforeningen i Aarhus.
10. september 1865 ægtede han sin kusine Ida Marie Wulff, datter af købmand Peter Wilhelm Wulff i Stubbekøbing.
Han er begravet i Aarhus.

## Ekstern henvisning
- Aarhus Kommune: Peter Wilhelm Rudolph Wulff (Webside ikke længere tilgængelig)